# Exarrhenus
Exarrhenus is een kevergeslacht uit de familie van de boktorren (Cerambycidae). De wetenschappelijke naam van het geslacht werd voor het eerst geldig gepubliceerd in 1864 door Pascoe.

## Soorten
Exarrhenus is monotypisch en omvat slechts de volgende soort:
- Exarrhenus egens Pascoe, 1864